# Іртиський сільський округ (Іртиський район)
Ірти́ський сільський округ (каз. Ертіс ауылдық округі, рос. Иртышский сельский округ) — адміністративна одиниця у складі Іртиського району Павлодарської області Казахстану. Адміністративний центр та єдиний населений пункт — село Іртиськ.
Населення — 8070 осіб (2021; 7772 у 2009, 9395 у 1999, 11062 у 1989).
Станом на 1989 рік існувала Іртиська міська рада (місто Іртиськ).